# رودريغو كينتون
رودريغو كينتون (بالإسبانية: Rodrigo Kenton)‏ (5 مارس 1955 في كوستاريكا - ) هو مدرب كرة قدم ولاعب كرة قدم كوستاريكي في مركز الهجوم. لعب مع ديبورتيفو سابريسا ونادي جامعة كوستاريكا ‏ وA.D. Sagrada Familia ‏ وBrujas F.C. ‏ ونادي رامونينسي ونادي سان كارلوس والرابطة الرياضية في ليمون ونادي بونتاريناس.